# Kinderen geen bezwaar
Kinderen geen bezwaar is een Nederlandse sitcom, geschreven door Haye van der Heyden, die tussen 25 september 2004 en 18 februari 2013 werd uitgezonden door de VARA. De serie gaat voornamelijk over wat er zoal in een 'normaal' Nederlands gezin gebeurt.
De regie van het eerste seizoen was in handen van Zdeněk Kraus, ook al bekend van Toen was geluk heel gewoon. Later kwam die in handen van het kwartet Hans de Korte, Bruun Kuijt, Betty Goes en Wil van der Meer. Soms regisseerden Haye van der Heyden en Anne-Mieke Ruyten (Maud in de serie) ook mee. Eindredacteur van de serie was Robert Kievit. De serie werd ook gemaakt door de VARA in een coproductie met Comedy Unlimited.
Kinderen geen bezwaar begon in het najaar van 2004 en eindigde in het voorjaar van 2013. Tot en met het voorjaar van 2011 had de VARA elk voor- en najaar een nieuw seizoen op televisie gebracht. De laatste twee seizoenen bevatten minder afleveringen, waardoor alleen in het voorjaar van 2012 en dat van 2013 nieuwe afleveringen werden uitgezonden. Begin april 2012 werd bekendgemaakt dat er nog zes afleveringen zouden worden opgenomen voor een laatste, kort negende seizoen, en dat de serie daarna definitief, na 210 afleveringen, haar einde zou vinden.
In mei 2014 werd naar buiten gebracht dat Kinderen geen bezwaar vanaf september datzelfde jaar in het theater te zien zou zijn.

## Verhaal
Een jaar of veertien geleden hebben Gerard en Maud elkaar leren kennen via een contactadvertentie. Gerard is ongeveer twaalf jaar ouder dan Maud. Het klikte gelijk en nu zijn ze getrouwd. Gerard kookt, strijkt, stoft en doet de was, eigenlijk alles in huis. Maud werkt als psychotherapeute met praktijk aan huis. Mauds dochter Julia komt uit haar eerste huwelijk. Julia wordt geadoreerd door Gerards zoon Daan, die Gerard op zijn beurt uit een 'vorig leven' heeft ingebracht. Daan probeert altijd van alles bij Julia, maar het lukt hem slechts sporadisch.
Door de seizoenen heen worden de kinderen ouder en krijgen ze beiden een partner. Wanneer Julia voor haar studie naar Spanje vertrekt, komt Daans vriendin Inke tijdelijk bij Gerard en Maud wonen. Later keert Julia terug, en blijkt ze ook een vriend Tom te hebben. Hoewel Julia niet thuis komt wonen is ze wel vaak aanwezig of komt ze logeren. Als dan Daan en Inke uit huis gaan, komt Julia er weer bij in, samen met Tom, inmiddels haar man.
Ook Mauds moeder Virginie komt regelmatig over de vloer. Wanneer zij het huis naast Gerard en Maud koopt, besluiten Julia en Tom hun intrek te nemen in de garage. Daarna komt ook Inke weer terug bij Gerard en Maud, omdat het dan inmiddels uit is met Daan.

## Rolverdeling
In de eerste twee seizoenen bestaat de vaste cast uit vader Gerard, moeder Maud, Mauds dochter Julia en Gerards zoon Daan. Tijdens het eerste seizoen is Gerards jongere broer Eddie vaak te gast en blijft ook vaak logeren.
Bij aanvang van het derde seizoen besluit Céline Purcell te stoppen, om zo te kunnen focussen op haar rol in My Fair Lady. Julia vertrekt in de zesde aflevering van het derde seizoen en haar plek wordt opgevuld door Bobbie Koek als Inke de Jong, de vriendin van Daan. Koek deed al eerder mee in aflevering elf van het eerste seizoen, maar stond toen bekend als "Inke met de beugel". Purcell keert daarna weer terug in het vierde seizoen, maar speelt slechts in zeven afleveringen mee. Wanneer Purcell aanwezig was, was het personage van Koek niet in de aflevering. Vanaf seizoen 5 is het ook steeds vaker dat de personages van Purcell, Koek en Van der Velden met zijn drieën rouleren, zodat er in elke aflevering twee van de drie kinderen aanwezig zijn.
Halverwege het vijfde seizoen wil ook Van der Velden zich focussen op andere werkzaamheden, en in overleg met de VARA krijgt hij minder afleveringen. Hierdoor is er ook voor Koek een kleinere verhaallijn. Verder komt Ingeborg Elzevier als Virginie Zegers, de moeder van Maud, de cast definitief versterken. Zij was er daarvoor ook al af en toe in voorgekomen.
Van der Velden besluit na het zesde seizoen helemaal te stoppen met de serie. Het personage Daan wordt vervangen door Tom Wijsman (Rufus Hegeman), de echtgenoot van Julia, die al in het vijfde seizoen een eenmalig gastoptreden had en een terugkerende gastrol in het zesde seizoen.
Halverwege het zevende seizoen wordt de cast versterkt met Ron Cornet als Jules De Koninck, een patiënt van Maud, en Gürkan Küçüksentürk als Sinan, het nieuwe vriendje van Inke.
Uiteindelijk verlaat Rufus Hegeman in de vijfde aflevering van seizoen 8 de serie.

### Tabel per seizoen
| Acteur                | Personage        | Seizoen  | Seizoen  | Seizoen  | Seizoen  | Seizoen   | Seizoen   | Seizoen   | Seizoen   | Seizoen   |
| Acteur                | Personage        | 1        | 2        | 3        | 4        | 5         | 6         | 7         | 8         | 9         |
| Acteur                | Personage        | 1 - 28   | 29 - 55  | 56 - 86  | 87 - 112 | 113 - 136 | 137 - 162 | 163 - 190 | 191 - 204 | 205 - 210 |
| --------------------- | ---------------- | -------- | -------- | -------- | -------- | --------- | --------- | --------- | --------- | --------- |
| Alfred van den Heuvel | Gerard van Doorn | Hoofdrol | Hoofdrol | Hoofdrol | Hoofdrol | Hoofdrol  | Hoofdrol  | Hoofdrol  | Hoofdrol  | Hoofdrol  |
| Anne-Mieke Ruyten     | Maud Zegers      | Hoofdrol | Hoofdrol | Hoofdrol | Hoofdrol | Hoofdrol  | Hoofdrol  | Hoofdrol  | Hoofdrol  | Hoofdrol  |
| Céline Purcell        | Julia Zegers     | Hoofdrol | Hoofdrol | Hoofdrol | Hoofdrol | Hoofdrol  | Hoofdrol  | Hoofdrol  | Hoofdrol  | Hoofdrol  |
| Joey van der Velden   | Daan van Doorn   | Hoofdrol | Hoofdrol | Hoofdrol | Hoofdrol | Hoofdrol  | Hoofdrol  |           | 2 afl.    | Hoofdrol  |
| Bobbie Koek           | Inke de Jong     | 1 afl.   |          | 3 afl.   | Hoofdrol | Hoofdrol  | Hoofdrol  | Hoofdrol  | Hoofdrol  | Hoofdrol  |
| Rufus Hegeman         | Tom Wijsman      |          |          |          |          |           | 3 afl.    | Hoofdrol  | Hoofdrol  |           |
| Ingeborg Elzevier     | Virginie Zegers  | 7 afl.   | 7 afl.   | 7 afl.   | 7 afl.   | Hoofdrol  | Hoofdrol  | Hoofdrol  | Hoofdrol  | Hoofdrol  |
| Gürkan Küçüksentürk   | Sinan            |          |          |          |          |           |           | Hoofdrol  | Hoofdrol  | Hoofdrol  |
| Ron Cornet            | Jules De Koninck |          |          |          |          |           |           | Hoofdrol  | Hoofdrol  | Hoofdrol  |

### Stamboom
|             |             |             |             | Virginie Zegers | Virginie Zegers | Virginie Zegers | Virginie Zegers | Virginie Zegers | Virginie Zegers |              |              |              |              |             |             | Sjoerd Zegers | Sjoerd Zegers | Sjoerd Zegers | Sjoerd Zegers | Sjoerd Zegers | Sjoerd Zegers |  |  | Oma van Doorn  | Oma van Doorn | Oma van Doorn | Oma van Doorn | Oma van Doorn | Oma van Doorn |  |  |  |  |                  |                  |                  |                  |                  |                  | Rinus van Doorn | Rinus van Doorn | Rinus van Doorn | Rinus van Doorn | Rinus van Doorn | Rinus van Doorn |              |              |              |              |                 |                 |                 |                 |                 |                 |       |       |          |          |          |          |          |          |  |  |
|             |             |             |             | Virginie Zegers | Virginie Zegers | Virginie Zegers | Virginie Zegers | Virginie Zegers | Virginie Zegers |              |              |              |              |             |             | Sjoerd Zegers | Sjoerd Zegers | Sjoerd Zegers | Sjoerd Zegers | Sjoerd Zegers | Sjoerd Zegers |  |  | Oma van Doorn  | Oma van Doorn | Oma van Doorn | Oma van Doorn | Oma van Doorn | Oma van Doorn |  |  |  |  |                  |                  |                  |                  |                  |                  | Rinus van Doorn | Rinus van Doorn | Rinus van Doorn | Rinus van Doorn | Rinus van Doorn | Rinus van Doorn |              |              |              |              |                 |                 |                 |                 |                 |                 |       |       |          |          |          |          |          |          |  |  |
|             |             |             |             |                 |                 |                 |                 |                 |                 |              |              |              |              |             |             |               |               |               |               |               |               |  |  |                |               |               |               |               |               |  |  |  |  |                  |                  |                  |                  |                  |                  |                 |                 |                 |                 |                 |                 |              |              |              |              |                 |                 |                 |                 |                 |                 |       |       |          |          |          |          |          |          |  |  |
|             |             |             |             |                 |                 |                 |                 |                 |                 |              |              |              |              |             |             |               |               |               |               |               |               |  |  |                |               |               |               |               |               |  |  |  |  |                  |                  |                  |                  |                  |                  |                 |                 |                 |                 |                 |                 |              |              |              |              |                 |                 |                 |                 |                 |                 |       |       |          |          |          |          |          |          |  |  |
|             |             |             |             | Leo             | Leo             | Leo             | Leo             | Leo             | Leo             |              |              | Maud Zegers  | Maud Zegers  | Maud Zegers | Maud Zegers | Maud Zegers   | Maud Zegers   |               |               |               |               |  |  |                |               |               |               |               |               |  |  |  |  | Gerard van Doorn | Gerard van Doorn | Gerard van Doorn | Gerard van Doorn | Gerard van Doorn | Gerard van Doorn |                 |                 | Gea             | Gea             | Gea             | Gea             | Gea          | Gea          |              |              | Eddie van Doorn | Eddie van Doorn | Eddie van Doorn | Eddie van Doorn | Eddie van Doorn | Eddie van Doorn |       |       | Francine | Francine | Francine | Francine | Francine | Francine |  |  |
|             |             |             |             | Leo             | Leo             | Leo             | Leo             | Leo             | Leo             |              |              | Maud Zegers  | Maud Zegers  | Maud Zegers | Maud Zegers | Maud Zegers   | Maud Zegers   |               |               |               |               |  |  |                |               |               |               |               |               |  |  |  |  | Gerard van Doorn | Gerard van Doorn | Gerard van Doorn | Gerard van Doorn | Gerard van Doorn | Gerard van Doorn |                 |                 | Gea             | Gea             | Gea             | Gea             | Gea          | Gea          |              |              | Eddie van Doorn | Eddie van Doorn | Eddie van Doorn | Eddie van Doorn | Eddie van Doorn | Eddie van Doorn |       |       | Francine | Francine | Francine | Francine | Francine | Francine |  |  |
|             |             |             |             |                 |                 |                 |                 |                 |                 |              |              |              |              |             |             |               |               |               |               |               |               |  |  |                |               |               |               |               |               |  |  |  |  |                  |                  |                  |                  |                  |                  |                 |                 |                 |                 |                 |                 |              |              |              |              |                 |                 |                 |                 |                 |                 |       |       |          |          |          |          |          |          |  |  |
| Tom Wijsman | Tom Wijsman | Tom Wijsman | Tom Wijsman | Tom Wijsman     | Tom Wijsman     |                 |                 | Julia Zegers    | Julia Zegers    | Julia Zegers | Julia Zegers | Julia Zegers | Julia Zegers |             |             |               |               |               |               |               |               |  |  |                |               |               |               |               |               |  |  |  |  |                  |                  |                  |                  | Daan van Doorn   | Daan van Doorn   | Daan van Doorn  | Daan van Doorn  | Daan van Doorn  | Daan van Doorn  |                 |                 | Inke de Jong | Inke de Jong | Inke de Jong | Inke de Jong | Inke de Jong    | Inke de Jong    |                 |                 | Sinan           | Sinan           | Sinan | Sinan | Sinan    | Sinan    |          |          |          |          |  |  |
| Tom Wijsman | Tom Wijsman | Tom Wijsman | Tom Wijsman | Tom Wijsman     | Tom Wijsman     |                 |                 | Julia Zegers    | Julia Zegers    | Julia Zegers | Julia Zegers | Julia Zegers | Julia Zegers |             |             |               |               |               |               |               |               |  |  |                |               |               |               |               |               |  |  |  |  |                  |                  |                  |                  | Daan van Doorn   | Daan van Doorn   | Daan van Doorn  | Daan van Doorn  | Daan van Doorn  | Daan van Doorn  |                 |                 | Inke de Jong | Inke de Jong | Inke de Jong | Inke de Jong | Inke de Jong    | Inke de Jong    |                 |                 | Sinan           | Sinan           | Sinan | Sinan | Sinan    | Sinan    |          |          |          |          |  |  |
|             |             |             |             |                 |                 |                 |                 |                 |                 |              |              |              |              |             |             |               |               |               |               |               |               |  |  | Ivan van Doorn |               |               |               |               |               |  |  |  |  |                  |                  |                  |                  |                  |                  |                 |                 |                 |                 |                 |                 |              |              |              |              |                 |                 |                 |                 |                 |                 |       |       |          |          |          |          |          |          |  |  |
|             |             |             |             |                 |                 |                 |                 |                 |                 |              |              |              |              |             |             |               |               |               |               |               |               |  |  |                |               |               |               |               |               |  |  |  |  |                  |                  |                  |                  |                  |                  |                 |                 |                 |                 |                 |                 |              |              |              |              |                 |                 |                 |                 |                 |                 |       |       |          |          |          |          |          |          |  |  |

### Gerard van Doorn
(Alfred van den Heuvel- 2004-2013). (Afl. 1.1 tot en met 9.6)
Gerard (geboren in 1953) is getrouwd met Maud en heeft uit zijn eerste huwelijk een zoon: Daan. Gerard is huisman: hij verzorgt de kinderen en doet het huishouden.
Hij probeert het leven onder controle te krijgen omdat hij er bang voor is, zegt Maud, een beetje spottend, het is allemaal doodsangst.
Gerards vrouwelijke kant komt noodgedwongen maar overtuigend bovendrijven: hij kan zich vreselijk opwinden over vieze voeten op een net geboende vloer en is de hele avond van slag als zijn lasagne is mislukt.
Gerard houdt zichzelf voor dat hij het heerlijk vindt dat hij niet midden in de jachtige prestatiemaatschappij staat, maar ergens knaagt het. Om die reden, en omdat de jaren behoorlijk gaan tellen, en ook nog omdat hij samenleeft met een jongere succesvolle en dynamische vrouw, heeft zijn mannelijk ego het bepaald niet gemakkelijk. Hij kan behoorlijk zeuren, over van alles en nog wat.
Als Daan, Julia en Inke uit huis zijn begint Gerard een Bed and Breakfast. Hij houdt dit echter niet lang vol. Als later Inke en Sinan in Mauds garage komen wonen en Julia, Tom en Grote Oma naast hen komen wonen, neemt Gerard de taak op zich om voor het hele gezin te zorgen. In het laatste seizoen komt Gerard dan toch uit de kast. Hij heeft een vriend: Patrick. Gerard kan toch eigenlijk niet zonder Maud, en als Patrick het met Gerard uitmaakt, gaat hij graag weer naar Maud terug. 

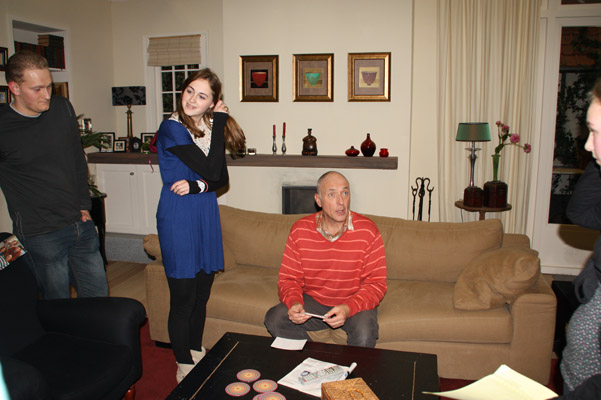
Alfred van den Heuvel tijdens een opname

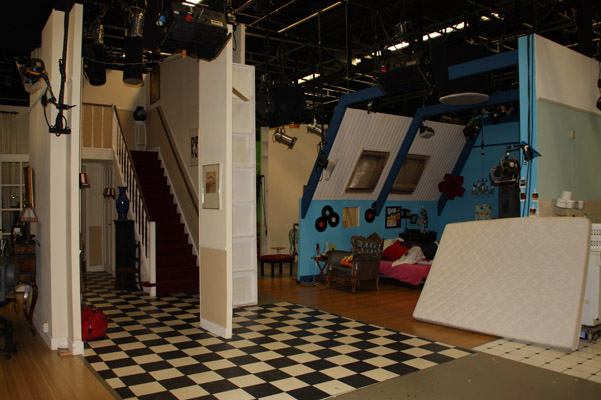
De studio: links het trappenhuis (begane grond) en rechts de slaapkamers (eerste verdieping)

### Maud van Doorn-Zegers
(Anne-Mieke Ruyten- 2004-2013). (Afl. 1.1 tot en met 9.6)
Maud (geboren in 1965) werkt fulltime aan huis als therapeute moderne stijl. Dat wil zeggen: geen bullshit, geen soft gedoe, maar directe toegepaste therapie. Confrontatie, zeggen waar het op staat, en toch oog en oor voor de kwetsbare kant van de moeilijke jeugd, dat is haar stijl. Zij zegt altijd waar het op staat en analyseert de psychische processen en problemen om haar heen tot op het bot.
Ze heeft het achterste gedeelte van de garage tot praktijkruimte verbouwd en ontvangt daar individuen en paren in nood. Blokkades, fobieën, frustraties, de gevolgen van vreemdgaan, de sleur wordt ondragelijk, er zit geen groei en geen rek meer in, al dat soort problemen. Het loopt erg goed. Goeie business, die psychische problemen.
Maud is een stevige vrouw, die zegt wat haar voor de mond komt. Ze komt net in haar tweede jeugd. Ze wil nog wat van het leven, realiseert zich dat ze nog maar een jaar of tien een jonge aantrekkelijke vrouw is en droomt nog van grootse romantiek. Met Eddie bijvoorbeeld. Maar voorzichtig, ze mag en wil Gerard niet kwetsen. Daarom doet ze ook niks. Niet echt. Ze gaat tegenwoordig wel regelmatig uit tot diep in de nacht. Ze botst met haar dochter, die precies op haar lijkt.
Later komt Maud in de overgang, waardoor ze kribbiger wordt en vaker ruzie heeft met Gerard. Als haar moeder, Grote Oma, steeds vaker bij haar en Gerard komt eten, botst ze echter meer met haar dan met Gerard. Wanneer Inke en Sinan en Julia, Tom en Grote Oma dicht bij Maud en Gerard komen wonen, heeft Maud daar aanvankelijk bezwaar tegen, omdat ze al die mensen veel te druk vindt. Ze ziet echter ook steeds meer de gezellige kanten ervan in.

### Julia van Doorn-Zegers
(Céline Purcell- 2004-2006, 2007-2013). (Afl. 1.1 tot en met 3.6, 4.3 tot en met 9.6)
Julia Selina Esmeralda Zegers (geboren in 1987), is de knappe en zelfverzekerde dochter van Maud. In tegenstelling tot haar stiefbroer Daan heeft Julia regelmatig een nieuw liefje. Overigens worden deze vaak snel weer afgedaan, aangezien ze niet kunnen voldoen aan de hoge eisen die Julia stelt. Naast haar knappe uitstraling heeft Julia ook een aanwezige persoonlijkheid: haar hart ligt regelmatig op haar tong. Maar achter deze zelfverzekerde en knappe Julia schuilt de onzekere Julia, die stiekem verliefd is op haar stiefbroer Daan.
Julia vertrekt in de zesde aflevering van het derde seizoen naar Salamanca (Spanje). In het vierde seizoen komt ze weer even thuis wonen, om kort daarna bij haar vriend in Amsterdam te gaan wonen. Julia komt af en toe langs bij Maud en Gerard, maar aan het einde van dit seizoen komt ze weer thuis wonen en krijgt ze Daans kamer, die vervolgens zelf bij Inke gaat slapen. Julia trouwt met Tom in Brussel en raakt al snel zwanger. Wanneer Tom naar Londen vertrekt voor werk besluit Julia toch weer thuis te komen wonen. Uiteindelijk bevalt ze van een jongen, genaamd Ivan (werd gespeeld door Jasmijn Veerbeek). Julia blijft na de bevalling fulltime aan het werken en laat het moederen over aan "de inmiddels" au pair Inke. Ook blijft Julia bij haar moeder wonen. Als dan Tom ontslagen blijkt te zijn besluit het tweetal een knoop door te hakken. Julia besluit op advies van haar moeder haar moeder te volgen. Julia blijft werken en Tom besluit net als Gerard huisman te worden. Julia huurt uiteindelijk de schuur in het huis van Grote Oma, dat naast het huis van Maud en Gerard gelegen is. Als ze weer gaat scheiden van Tom, en Daan komt weer terug thuis wonen, slaat de vlam dan toch over. In de allerlaatste aflevering gaan Daan en Julia zelfs trouwen, en blijkt bovendien Ivan de zoon te zijn van Daan.

### Daan van Doorn
(Joey van der Velden- 2004-2010, 2012-2013). (Afl. 1.1 tot en met 6.12, 8.10, 8.14, 9.1, 9.4, 9.5 en 9.6)
Gerard heeft nog een thuiswonende en schoolgaande zoon, Daan Gerardus Balthazar van Doorn (geboren in 1988), geheten. Zijn enig kind. Die wilde in Nederland blijven en woont nu dus bij zijn vader. Daan is een zachtaardige jongen die niet weet wat hij wil. Dat wil zeggen: hij wil maar één ding. En dat ding heet Julia. Hij adoreert haar, maar voelt ook aan dat zij te hoog gegrepen voor hem is. Toch probeert hij het steeds weer, en af en toe lukt het hem ook omdat Julia hem stiekem ook wel leuk vindt, maar ze vindt dat het niet kan omdat Daan haar stiefbroer is. Hij is een romanticus die worstelt met zijn seksualiteit. Inke wordt uiteindelijk zijn vriendin, al is het weleens 'uit'.
In seizoen 5 vertrekt Daan voor enkele weken naar Amerika. Na zijn terugkomst besluit hij met Inke op aanraden van haar te verhuizen naar Hoogezand-Sappemeer in het verre Groningen, waar Inke bedrijfsleidster wordt van een parfumeriezaak. Hij zal echter regelmatig nog bij Maud en Gerard komen logeren. In Hoogezand-Sappemeer ontmoet hij vervolgens een nieuwe vriendin, Carla, en hij keert voorlopig niet meer terug. Als het uit is met Carla keert hij in een depressieve toestand terug en hij weet het zeker, hij wil Julia, die nu weer vrijgezel is na het scheiden met Tom. In de allerlaatste aflevering lukt het: Ze gaan trouwen. En in de laatste aflevering blijkt hij ook de vader te zijn van Ivan.

### Inke de Jong
(Bobbie Koek- 2004, 2006-2013). (Afl. 1.11, 3.3 tot en met 8.14 en 9.6)
Inke (geboren in 1988), die in het eerste seizoen één keer een gastrol had, krijgt vanaf de derde aflevering van het derde seizoen een vaste plaats in huize Van Doorn-Zegers als zij verkering krijgt met Daan. Wanneer Julia gaat studeren in Spanje trekt Inke maar meteen bij de familie in huis. In het vierde seizoen besluit ze om het weer enkele weken bij haar eigen moeder thuis te proberen. Dit houdt ze niet lang vol, en daarom komt ze weer terug in huize Van Doorn-Zegers wonen. In het vijfde seizoen verhuist ze met Daan naar Hoogezand-Sappemeer in het verre Groningen, waar ze bedrijfsleidster wordt van een parfumeriezaak.
Daan en Inke besluiten dan uit elkaar te gaan, en wanneer Daan een ander meisje ontmoet, besluit Inke weer terug te keren. Ze blijft vaak rond huize Van Doorn spoken. Wanneer Julia bevalt van een zoontje, neemt ze Inke aan als au pair van Ivan, en zo blijft die vast bij de familie Van Doorn. In december 2010 verschijnt voor het eerst haar nieuwe vriendje: Sinan. Ze huren samen de oude praktijkruimte van Maud, die op haar beurt met haar praktijk naar Inkes oude slaapkamer is vertrokken.
In seizoen 9, het laatste, is zij alleen te zien in de allerlaatste aflevering.

### Tom Wijsman
(Rufus Hegeman- 2009-2012). (Afl. 5.13, 6.8, 6.11, 6.21, 7.1 tot en met 8.5)
Tom is de eerste echtgenoot van Julia en hij heeft samen met haar een zoontje, Ivan geheten. Hij reist voor z'n werk veel de wereld over en woont daarom ook sinds kort in Londen. Julia en Tom hebben dan ook niet echt een romantisch huwelijk, maar houden desondanks wel erg veel van elkaar. 
Wanneer Tom ontslagen wordt, vertrekt hij voorgoed terug naar Nederland. Hier besluit hij in overleg met Julia om huisman te worden en voor Ivan te zorgen. Tom en Julia gaan vervolgens wonen in de garage, die omgetoverd is tot studio van "Grote Oma". Niet veel later komt er echter abrupt een einde aan het huwelijk van Tom en Julia. Ze blijken toch geen echte match te zijn voor elkaar, en bovendien heeft Tom een nieuwe vriendin, Ingrid genaamd, bij wie hij ook gaat wonen. De zorg voor Ivan nemen zij dan op zich, maar Julia blijft haar kind naar verluidt toch nog vaak zien.
In de allerlaatste aflevering blijkt Ivan echter helemaal geen kind van Tom te zijn, maar van Daan en Julia.

### Sinan
(Gürkan Küçüksentürk- 2010-2013). (Afl. 7.13 tot en met 9.6)
Sinan is het nieuwe vriendje van Inke. Ze ontmoeten elkaar als hij aanbelt omdat zijn auto stuk is en zijn mobiele telefoon leeg. Inke en Sinan zijn meteen verliefd op elkaar; ze gaan onmiddellijk samen wonen en huren de oude praktijkruimte van Maud.

### Virginie Zegers
(Ingeborg Elzevier- 2005-2013). (Afl. 1.23, 2.14, 3.19, 3.30, 4.18, 5.5, 5.8, 5.19 tot en met 9.6)
Virginie "Grote Oma" (geboren in 1939) is de zeurende moeder van Maud. Ze vergeet steeds de naam van Gerard. Ze noemt hem soms Albert, Eimert, Edsert, Evert, Folkert, Gijsbert, Govert, Harold, Helmert, Herbert, Hubert, Olmert, Reindert, Roeland, Rudolf, Rupert of Vastert. Ook vergeet ze vaak de naam van Tom. Ze noemt hem soms Tim. En ook vergeet ze vaak de naam van Sinan. Ze noemt hem soms Sinas. En ook vergeet ze zelfs vaak de naam haar achterkleinzoon Ivan, dan noemt ze hem vaak Igor. Ze komt vaak langs bij haar kinderen, omdat dit het enige is wat ze nog heeft. Als Julia, Daan en Inke in seizoen 5 het huis uit gaan, komt Virginie weer vaker op bezoek bij haar dochter en schoonzoon.
In het eerste seizoen was bijna iedereen bang voor haar, en was ze vooral een bits mens. Later kwamen haar zachtere kanten naar voren.
In december 2010 koopt ze een huis dat naast het huis van Maud en Gerard gelegen is. Julia en Tom huren een deel van dat huis af, om er samen met hun zoontje Ivan te wonen.

### Jules De Koninck
(Ron Cornet- 2011-2012, 2013). (Afl. 7.17 tot en met 8.14, 9.3)
Jules De Koninck komt uit Vlaanderen, maar woont nu in Nederland. Zijn vrouw heeft hem verlaten en daarom is hij alleen. Hij heeft een probleem, en daarom komt hij bij Maud in therapie. Hij is namelijk bang in het donker in Nederland.
Jules kan erg goed koken, en daarom nodigt Gerard hem de eerste dag ook uit om te blijven eten, en meteen ook maar te blijven slapen, wat Jules natuurlijk erg goed uitkomt. Elke keer dat Jules langskomt, probeert hij zo lang mogelijk te blijven hangen, wat Maud probeert tegen te werken. Gerard vindt het echter zielig dat Jules niet naar huis durft en laat hem vaak blijven. Jules vertrekt in het laatste seizoen toch weer naar België.

## Dvd's
De serie is ook uitgegeven op dvd. Tot op heden zijn er elf delen, een extra dvd en een complete box uitgekomen:
- Kinderen geen Bezwaar 1, aflevering 1 tot en met 16, "the making of" en bloopers
- Kinderen geen Bezwaar 2, aflevering 17 tot en met 32 en bloopers
- Kinderen geen Bezwaar 3, aflevering 33 tot en met 48 en bloopers
- Kinderen geen Bezwaar 4, aflevering 49 tot en met 63 en bloopers
- Kinderen geen Bezwaar 5, aflevering 64 tot en met 78 en bloopers
- Kinderen geen Bezwaar 6, aflevering 79 tot en met 93 en bloopers
- Kinderen geen Bezwaar 7, aflevering 94 tot en met 108 en bloopers
- Kinderen geen Bezwaar 8, aflevering 109 tot en met 123
- Kinderen geen Bezwaar 9, aflevering 124 tot en met 138
- Kinderen geen Bezwaar 10, aflevering 139 tot en met 152
- Kinderen geen Bezwaar 11, aflevering 153 tot en met 166
- Het allerleukste van Kinderen geen Bezwaar
- Kinderen geen Bezwaar compleet (deel 1 t/m 13), aflevering 1 tot en met 210

## Trivia
- Hoewel er door verschillende media[2] werd gesproken over Johnny Kraaijkamp jr. die de rol van Gerard zou spelen, bleek dit uiteindelijk niet waar te zijn. Er is maar even sprake geweest dat Kraaijkamp de rol van Gerard zou doen, meer niet. Wel is er langer sprake geweest dat Edwin de Vries dit zou doen. Ook was er sprake van dat Maike Meijer de rol van Maud zou gaan vertolken, en Eva van de Wijdeven die van Julia. Voor Daan werd Joey van der Velden wél vanaf het begin al gecast.[3]
- Liselotte Willems speelde als kleine Julia in de intro van seizoen 1 en seizoen 2.
- De in Spanje spelende scènes uit de aflevering Hasta la vista, baby zijn opgenomen in en rond het huis annex 'bed and breakfast' van de aldaar toen woonachtige Alfred van den Heuvel, Gerard uit de serie, en zijn ex vrouw Debbie.
- Het huis dat (voor de buitenkant) als decor staat voor het huis van de familie van Doorn-Zegers bevindt zich op de Straatweg 143 in Breukelen.
- Ron Cornet, die de rol van Jules speelt in de laatste paar seizoenen, is in werkelijkheid de man van Anne-Mieke Ruyten, Maud in de serie.
- Vanaf 2018 is de serie een aantal jaren ook op Videoland te zien geweest. Dit heeft te maken met een concurrentiestrijd met Netflix. Videoland wil de concurrentie met Netflix aangaan als het gaat om Nederlandse inhoud. Het publiceerde elke week op vrijdag een nieuw seizoen.
- In aflevering 15 van seizoen 1 (“In De Knip”) zoekt Julia ‘s nachts naar nieuwe laarzen op internet. Dit doet ze op de fictieve website ‘Kraus Schoenen’, een verwijzing naar de regisseur van de serie, Zdeněk Kraus.
- In aflevering 17 van seizoen 2 (“Wollen Bruiloft”) speelt schrijver Haye van der Heyden zelf een gastrol, namelijk als een van de zangers van ‘Close Comedy’. In aflevering 26 van seizoen 3 (“Verleden Tijd Van Lief”) is hij wederom te zien, als stand-in en imitator van Gerard.
- In aflevering 15 van seizoen 3 (“Klepto”) steelt Maud van goede vriendin Judith vier euro. Judith wordt gespeeld door Elle van Rijn. Zowel zij als Maud, gespeeld door Anne-Mieke Ruyten, speelde jarenlang samen de hoofdrol in de comedyserie SamSam.